# Самуэльсон, Карли
Карли Энн Самуэльсон (англ. Karlie Anne Samuelson; род. 10 мая 1995 года, Фуллертон, штат Калифорния, США) — американская профессиональная баскетболистка, выступающая в женской национальной баскетбольной ассоциации за команду «Миннесота Линкс». На драфте ВНБА 2017 года не была выбрана ни одной из команд, но ещё до начала следующего сезона подписала договор с клубом «Лос-Анджелес Спаркс». Играет на позиции атакующего защитника и лёгкого форварда.
С 2018 года она стала защищать цвета национальной сборной Великобритании, так как её мать была англичанкой, в составе которой принимала участие на чемпионате Европы 2019 года в Сербии и Латвии, на котором британки стали четвёртыми, а также квалификационном турнире в Белграде к Олимпийским играм 2020 года в Токио, на которые они не попали.

## Ранние годы
Карли родилась 10 мая 1995 года в городе Фуллертон (штат Калифорния) в семье Джона и Карен Самуэльсон, у неё есть две младшие сестры, Бонни и Кэти Лу, училась же немного южнее, в городе Санта-Ана, в средней школе Матер-Деи, в которой выступала за местную баскетбольную команду.